# Acalypha ferdinandi
Acalypha ferdinandi é uma espécie de flor do gênero Acalypha, pertencente à família Euphorbiaceae.